# Prahlad Jani
Prahlad Jani, parfois appelé Mataji, est un sâdhu indien né le 13 août 1929 au Gujarat (Inde britannique) et mort le 26 mai 2020 dans la même ville.
Il est connu pour avoir fait l'objet d'articles dans les médias internationaux en 2010, après avoir passé quinze jours sous surveillance médicale pour qu'on observe le cas exceptionnel d'inédie qu'il représente : d'après ses déclarations, il serait resté sans boire ni manger depuis environ 1940.

## Biographie

### Investigations scientifiques sur Prahlad Jani

#### Étude de 2003
En 2003, Prahlad Jani a été étudié pendant dix jours. Il ne recevait que 100 ml d'eau par jour pour se rincer la bouche, qu'il recrachait. Cette étude a été critiquée par l'Association indienne rationaliste. Les résultats sont largement contestés, car il aurait perdu du poids durant l'étude.

#### Étude de 2010
L'expérience en avril-mai 2010 a duré entre 10 ou 15 jours selon les sources, une durée inférieure[Passage contradictoire] aux chiffres maximaux indiqués par la médecine : un être humain peut vivre environ 8 jours sans rien boire (le record est de 18 jours selon le Livre Guinness des records) et entre un et deux mois sans nourriture solide. 
Durant l'expérience, Prahlad Jani était autorisé à se gargariser et à se baigner, ce qui, selon certains observateurs, lui offrait des facilités pour boire et uriner discrètement. De l'avis de James Randi, démystificateur de ce genre de cas, les protocoles n'ont pas été menés suffisamment rigoureusement pour qu'on puisse entériner la performance. L'équipe de 35 médecins qui a surveillé l'expérience prétend cependant avoir contrôlé les quantités d'eau utilisées pour les gargarismes et les bains, sans que le protocole exact de contrôle ait été rendu public.
Par ailleurs, le Medical Council of India aurait parlé de canular. L'équipe qui a mené l'expérience est cependant convaincue, mais des accusations de fraudes ou de biais, émanant en Inde de scientifiques et de l'Association indienne rationaliste, mettent notamment en avant l'absence de toute publication des résultats des analyses médicales.

### Mort
Prahlad Jani meurt le 26 mai 2020 au matin à l'âge de 90 ans, de causes naturelles.

#### Articles de presse
- Le Figaro, 10 mai 2010
- The Daily Telegraph, 12 mai 2010.